# 北岡正見
北岡 正見（きたおか まさみ、1903年1月29日 - 1979年1月13日）は、日本の医学者、病理学者、ウイルス学者。

## 略歴
富山出身。旧制第四高等学校を経て、1927年（昭和2年）東京帝国大学医学部卒業。同大第三内科入局。同大伝染病研究所入所。1941年（昭和16年）同大助教授。1947年（昭和22年）国立予防衛生研究所リケッチア・ウイルス部、1952年（昭和27年）部長。1970年（昭和45年）予研副所長、1973年（昭和48年）退官。
1934年2月東京帝国大学医学博士。論文の題は「病原性並に非病原性スピロヘータに関する研究」。
妻・安慰子は高田商会社長・高田釜吉の長女。孫は女優の髙田万由子、孫婿（高田の夫）はヴァイオリニストの葉加瀬太郎。

## 主な研究
- 日本脳炎の伝染経路と予防の研究[3]
- ポリオ生ワクチンの開発[3]
- ツツガムシ病、レプトスピラ症の疫学研究[3]

## 受賞
- 1948年 - 浅川賞[3]